# Сігудоса
Сігудоса (ісп. Cigudosa) — муніципалітет в Іспанії, у складі автономної спільноти Кастилія-і-Леон, у провінції Сорія. Населення — 43 особи (2010).
Муніципалітет розташований на відстані близько 220 км на північний схід від Мадрида, 38 км на північний схід від Сорії.

## Демографія
Динаміка населення (INE ):